# ザベリオ学園こども園
ザベリオ学園こども園（ざべりおがくえんこどもえん）は福島県会津若松市にある私立幼稚園である。

## 概要
- カナダのモントリオール市に本部を置く無原罪聖母宣教女会によって創設された。同じ敷地内に系列の幼稚園・小学校・中学校・高等学校が存在する。尚、郡山市にある郡山ザベリオ学園、東京都世田谷区にある世田谷聖母幼稚園は姉妹校である。

## 沿革
- 1934年 - 天使愛児園創設
- 1942年 - 太平洋戦争により一時中断
- 1946年 - カトリック幼稚園として再開
- 1951年 - ザベリオ学園幼稚園と改称
- 2020年 - 幼保連携型認定こども園に移行しザベリオ学園こども園と改称

## 進路状況
大部分が併設の会津若松ザベリオ学園小学校・中学校・高等学校へ進学する。

## 交通
- JR只見線・七日町駅下車